# Kourkouas
 (février 2024).
Si vous disposez d'ouvrages ou d'articles de référence ou si vous connaissez des sites web de qualité traitant du thème abordé ici, merci de compléter l'article en donnant les références utiles à sa vérifiabilité et en les liant à la section « Notes et références ».

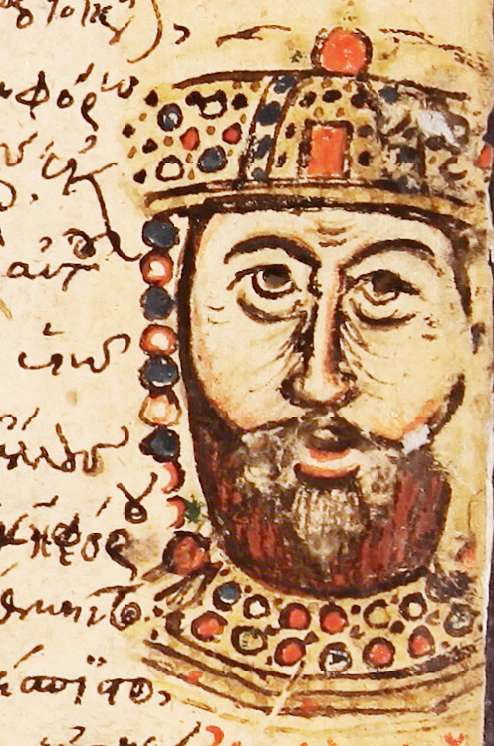
Le 123e portrait impérial dans Mutinensis gr. 122, représentant Jean Ier Tzimiskes.

Kourkouas ou Curcuas est le nom d'une famille byzantine d’origine arménienne qui fit parler d’elle du IXe au XIe siècle.

## Arbre généalogique
- Jean l’Arméniaque
  - ?
    - Jean Kourkouas
      - Euphrôsynè
      - Romain Kourkouas
        - Jean le Jeune

    - Théophile Kourkouas
      - ?
        - Jean Ier Tzimiskès

## Membres

### Jean l’Arméniaque
Jean l’Arméniaque, domestique des Hicanates, originaire d’un petit village du thème des Arméniaques proche de Tokat. Grand-père du suivant. Patrice à la fin du règne de Basile Ier, il se mit à la tête d’un complot. Découvert et arrêté, il eut les yeux crevés. Ses complices furent bastonnés, tondus et exilés.

### Jean Kourkouas
Jean Kourkouas, petit-fils du précédent, frère de Théophile, il fut instruit par un parent, Christophe, métropolite de Gangra. Drongaire de la Veille sous Constantin VII, partisan de Romain Lécapène, il l’aida à s’emparer du trône en 921 au détriment des Phocas. Fait domestique des Scholes, il mit fin à un complot contre l’empereur en Chaldie. Après de nombreux combats en Asie Mineure, il s’empara de Métilène en 934. Il abattit également nombre de Russes lors de l’invasion d’Igor de Kiev de 941. Après avoir commandé l’armée 22 ans, il fut démis par l’empereur Romain pour avoir suscité des jalousies quand sa fille Euphrôsynè manqua d’épouser le petit-fils du souverain. Père aussi de Romain Kourkouas. Le protospathaire Manuel écrivit sa vie en huit livres.

### Théophile Kourkouas
Théophile Kourkouas, frère de Jean. Stratège en Mésopotamie, il y remporta de nombreuses victoires sur les Abbassides. Il maria son fils à une fille de Bardas Phocas l’Ancien (voir Phocas).

### Euphrôsynè
Fille de Jean l’Ancien. Elle faillit épouser Romain, petit-fils de Romain Lécapène. Ce projet mit fin à la carrière de son père.

### Romain l’Ancien
Romain Kourkouas, fils de Jean l’Ancien. Patrice et stratège, il remporta de nombreuses victoires sur les ennemis de Byzance en Orient. En 963, il refusa de trahir Nicéphore II Phocas malgré les promesses, l’aidant au contraire à parvenir au trône. Son fils s’appelait Jean.

### Jean le Jeune
Fils du précédent, il fut tué par les Russes de Sviatoslav Ier au siège de Doristolon en  971.

### JeanIerTzimiskès
Jean Ier Tzimiskès, petit-fils de Théophile. Né vers 925. Accomplit jeune de nombreux faits d’armes. Fils de la sœur de Nicéphore II Phocas, il l’aida à s’emparer du trône. Magistre, domestique des Scholes d’Orient, il se couvrit encore de gloire en Cilicie. L’empereur en vint à se méfier de lui et le démit de ses fonctions mais, avec la complicité de l’impératrice, il assassina Nicéphore en décembre 969, s’empara du trône et exila les autres Phocas avec l’aide du proèdre Basile. Il épousa la sœur de Romain II pour légitimer son usurpation en 970. Il s’empara de la Bulgarie danubienne que tenaient les Russes, conquit toute la Syrie jusque Damas. Sa mort, le 10 janvier 976 fut peut-être le fait du proèdre Basile qu’il soupçonnait de détournements.

### Romain le Jeune
Fut aveuglé sous Constantin VIII parce qu’il était l’époux de la sœur du Bulgare Prousianos qui s’était révolté. Dernier Kourkouas influent.